# 高松市立林小学校
高松市立林小学校（たかまつしりつ はやししょうがっこう）は、香川県高松市林町にある市立小学校。

## 概要
高松市の東部、林地区の北西部に位置する小学校である。農地転用の宅地制限が2004年に解除された影響で、近年では住宅が増え生徒数が増加している。

## 学校データ
- 児童数：832人（2016年度[1]）
- 児童愛称：林っ子

学校施設（2015年5月1日時点））
- 普通教室：30教室
- 特別教室：8教室
- 校舎面積：5,973m2
- 体育館面積：863m2

服装規定
- 制服：あり（通年必用）
- 防寒着：不明

## 歴史

### 年表
- 1892年（明治25年）9月 - 林村立林尋常小学校として設立。
- 1908年（明治41年）3月 - 高等科を設置。
- 1941年（昭和16年）4月1日 - 林村立林国民学校と改称。
- 1947年（昭和22年）4月1日 - 林村立林小学校と改称。
- 1956年（昭和31年）9月30日 - 高松市立林小学校と改称。
- 1962年（昭和37年）7月 - プール竣工。
- 2004年（平成16年）4月1日 - 高松市立小中学校全校で3学期制を廃して2学期制を導入。
- 2013年（平成25年）4月1日 - 高松市立小中学校全校で3学期制に移行。

### 全校児童数の推移
林小学校の児童数は年々増加している。特に2005年度から現在に至るまで継続して増加しており、2016年度に児童数は800人にのぼった。また、2015年度から2016年度の増加数が73人と急増しており、マンモス校化が進んでいる。。
- 1999年度：320人
- 2000年度：331人（+11人）
- 2001年度：309人（-22人）
- 2002年度：313人（+4人）
- 2003年度：341人（+28人）
- 2004年度：331人（-10人）
- 2005年度：359人（+28人）
- 2006年度：418人（+59人）
- 2007年度：473人（+55人）
- 2008年度：488人（+15人）
- 2009年度：516人（+28人）
- 2010年度：536人（+20人）
- 2011年度：571人（+35人）
- 2012年度：589人（+18人）
- 2013年度：649人（+60人）
- 2014年度：716人（+67人）
- 2015年度：759人（+43人）
- 2016年度：832人（+73人）

## 教育目標
林を愛し、「共に学び、共に考え、共に生きる」心豊かで健康な子を育てる
児童像
- はげみあい学ぶ子
- やり通す元気な子
- しんせつなやさしい子

## 通学区域
通学区域は高松市林地区のほぼ全域。
- 高松市
  - 六条町（川添小学校区を除く）
  - 林町
  - 上林町（多肥小学校区を除く）

## 進学先中学校
- 高松市立協和中学校

## 校区内の主な施設
- 高松自動車道高松中央IC
- 国道11号高松東バイパス（さぬき夢街道）
- 香川インテリジェントパーク
  - 香川県立図書館・文書館
  - 香川産業頭脳化センタービル
  - 香川県新規産業創出支援センター ネクスト香川
  - 香川県科学技術研究センター FROM香川
  - 香川県産業交流センター サンメッセ香川
  - 高温高圧流体技術研究所 RISTかがわ（地域共同研究施設）
  - 産業技術総合研究所四国センター
  - 香川大学林町キャンパス（工学部）
  - 穴吹工務店 穴吹住環境デザイン研究所
  - ウッドホーム本社・ショールームパンサー
  - 四国計測工業高松支社・高松技術研究所
  - タダノ技術研究所
  - 日本アイ・ビー・エム高松事業所
  - NEC高松ソフトウェアセンター
  - ヒューテック本社
  - 四電エンジニアリング技術開発センター
  - パル技研本社

## 交通
- ことでんバスサンメッセ・川島・西植田線（サンメッセ香川経由便／中央インター・林新道経由便） 林支所バス停より徒歩2分（0.2km）